# Sung Men (huyện)
Sung Men (tiếng Thái: สูงเม่น) là một huyện (amphoe) thuộc tỉnh Phrae, phía bắc Thái Lan.

## Lịch sử
Năm 1903 tên của huyện là Mae Phuak (แม่พวก) và có trung tâm ở Ban Sung Men. Chính quyền đã đổi tên huyện thành Sung Men Năm 1917.

## Địa lý
Các huyện giáp ranh (từ phía tây nam theo chiều kim đồng hồ): Den Chai, Long, Mueang Phrae thuộc tỉnh Phrae, Tha Pla và Mueang Uttaradit thuộc tỉnh Uttaradit.
Nguồn nước chính ở đây là sông Yom.

## Hành chính
Huyện này được chia thành 12 phó huyện (tambon), các đơn vị này lại được chia ra thành 109 làng (muban). Các thị trấn (thesaban tambon) Sung Men nằm trên một phần của tambon Sung Men. Có 12 Tổ chức hành chính tambon.
| STT | Tên         | Tên tiếng Thái | Số làng | Dân số |  |
| --- | ----------- | -------------- | ------- | ------ |  |
| 1.  | Sung Men    | สูงเม่น          | 9       | 7.711  |  |
| 2.  | Nam Cham    | น้ำชำ           | 15      | 10.094 |  |
| 3.  | Hua Fai     | หัวฝาย          | 13      | 10.610 |  |
| 4.  | Don Mun     | ดอนมูล          | 10      | 7.701  |  |
| 5.  | Ban Lao     | บ้านเหล่า        | 9       | 5.885  |  |
| 6.  | Ban Kwang   | บ้านกวาง        | 6       | 3.496  |  |
| 7.  | Ban Pong    | บ้านปง          | 6       | 5.151  |  |
| 8.  | Ban Kat     | บ้านกาศ         | 7       | 3.427  |  |
| 9.  | Rong Kat    | ร่องกาศ         | 11      | 7.641  |  |
| 10. | Sop Sai     | สบสาย          | 6       | 3.891  |  |
| 11. | Wiang Thong | เวียงทอง        | 12      | 10.485 |  |
| 12. | Phra Luang  | พระหลวง        | 5       | 4.037  |  |